# کوه بوسوی
کوه بوسوی (به لاتین: Mount Bosavi) یک کوه و آتشفشان در پاپوآ گینه نو است که در استان ارتفاعات جنوبی واقع شده‌است. کوه بوسوی ۲٬۵۰۷ متر بالاتر از سطح دریا واقع شده‌است.